# Минусинск (станция)
Минусинск — станция Абаканского региона Красноярской железной дороги, на 404-м километре участка Новокузнецк — Абакан — Тайшет Южно-Сибирской магистрали. Находится в рабочем посёлке Зелёный Бор городского округа город Минусинск Красноярского края.

## Поезда дальнего сообщения
Через станцию ежедневно проходит скорый поезд № 123/124 Красноярск — Абакан. Стоянка поезда длится 4 минуты.

## Поезда пригородного сообщения
На станции останавливается электропоезд Абакан — Кошурниково. До 2010 года также курсировал электропоезд сообщением Красноярск — Абакан, имевший стоянку на этой станции, но впоследствии он был отменён.